# Kukkanahalli, Bangalore North
Kukkanahalli là một làng thuộc tehsil Bangalore North, huyện Bangalore Urban, bang Karnataka, Ấn Độ.